# Gabriele Pedrinelli
Gabriele Pedrinelli (Napoli, 20 novembre 1770 – Caivano, agosto 1838) è stato un militare e inventore italiano.

## Biografia
Nacque il 20 novembre 1770 a Napoli. Il padre, Eugenio Pedrinelli, era un colonnello dell'esercito napoletano e direttore del Ministero della Guerra. Fu il padre ad avviarlo alla carriera militare, iscrivendolo alla Scuola Militare di Napoli "Nunziatella". Divenuto "Ufficiale delle Arti scienziate", ossia genio ed artiglieria, entrò nell'esercito nel 1787, venendo promosso a secondo tenente e primo tenente nel 1792. Nel 1798, nel frattempo capitano tenente, partecipò alla guerra contro i francesi, ottenendo alcuni piccoli successi nel Lazio sotto la guida del generale Damas. Rientrato a Napoli dopo la proclamazione della Repubblica Napoletana, fu nominato Capitano Comandante delle coste. Nel 1804, dopo il ritorno dei Borbone a Napoli, fu reintegrato con il suo precedente grado e il 19 maggio si sposò con Angela Sicardi. Dopo l'invasione francese del regno, Pedrinelli ottenne la nomina a tenente colonnello nell'agosto 1806. Inoltre, dopo aver dimostrato il proprio valore durante l'assedio di Gaeta, venne nominato vicedirettore delle fortezze di Manfredonia e delle isole Tremiti l'anno seguente. Per un breve periodo fu di stanza in Calabria e poi a Ischia, dove venne catturato dagli anglo-siciliani e tenuto prigioniero a Messina. Rilasciato, fu nominato colonnello e Capo del parco delle artiglierie di mare nel 1809, oltre ad essere nominato Cavaliere dell'Ordine delle Due Sicilie. Ottenne la promozione a maresciallo di campo nel 1813, assieme al titolo di Commendatore dell'Ordine delle Due Sicilie, pochi mesi prima di accompagnare il maresciallo Murat nella sua campagna contro le forze di Eugenio di Beauharnais come comandante dell'artiglieria, ruolo che mantenne anche nella successiva guerra austro-napoletana. Tra il 1814 e il 1815 seguirono le promozioni a Primo Ispettore Generale (comandante generale) dell'Artiglieria e tenente generale.
Dopo la fine della guerra si allontanò da Napoli, emigrando in Francia, e facendovi ritorno solo nel 1819, quando venne lui concesso di tornare nel regno partenopeo mantenendo gli incarichi ed i gradi acquisiti durante l'occupazione francese. Nel 1821 divenne governatore di Napoli e, assieme al generale Ficquelmont, sottoscrisse la Convenzione di Aversa, con la quale Napoli, Gaeta e Pescara vennero occupate dagli austriaci durante la loro discesa per sedare i moti rivoluzionari napoletani e siciliani. A seguito di questo evento, Pedrinelli, assieme ai generali Arcovito e Colletta e ad un gruppo di deputati, vennero arrestati ed incarcerati nel castello di Sant'Elmo. Pedrinelli venne imbarcato per Trieste ed esiliato. Trascorse diversi anni in Boemia, tra Praga e Brno, dove rimase anche dopo il perdono. Aprì una distilleria e ottenne un brevetto per una sua invenzione, che permetteva di distillare il brandy ed altri liquori.  Dopo essere diventato inviso agli austriaci, si trasferì a Monaco di Baviera, dove perfezionò il proprio brevetto e lavorò come contabile.
Tornò a Napoli solo nel 1830, venendo insignito quello stesso anno del titolo di Commendatore dell'Ordine di San Giorgio della Riunione. Fu eletto socio onorario del Real Istituto d'Incoraggiamento alle Scienze Naturali di Napoli nel 1833 e nel 1836 aprì un distilleria a Giugliano. Ormai malato, morì nell'agosto del 1838 a Caviano, dove era stato nominato esattore delle imposte dal re Ferdinando II.